# Polemonium
Polemonium L., 1753 è un genere di piante appartenente alla famiglia delle Polemoniaceae.

## Tassonomia
Il genere comprende le seguenti specie: